# Чёрно-белая циккаба
Чёрно-белая циккаба (лат. Strix nigrolineata) — представитель рода неясытей, обитающий в Центральной и Южной Америках.

## Описание
Ареал чёрно-белой циккабы затрагивает такие страны как Мексика, Колумбия, Венесуэла и Эквадор. Нижняя часть туловища светлая с тёмными полосами, верхняя — чёрная или тёмно-коричневая. Длина тела 35—40 см. Этот ночной хищник живёт в тропических лесах, прячась в густой листве деревьев, неподалеку от болот и открытых полян. Питается насекомыми и мелкими млекопитающими.
Период размножения длится с марта по май, во время сухого сезона. Самка откладывает обычно по два яйца.